# 허영의 불꽃
《허영의 불꽃》(영어: The Bonfire of the Vanities)은 미국에서 제작된 1990년 풍자 블랙 코미디 영화이다. 브라이언 드팔마가 연출과 제작을 맡고, 톰 행크스, 브루스 윌리스, 멜러니 그리피스, 모건 프리먼 등이 출연하였다.

## 줄거리
월가 채권 중개인 셔먼 매코이는 불륜 상대인 마리아와 차를 타고 가던 중 마리아가 길을 잘못 드는 바람에 브롱크스 우범 지대에 당도하고 당황한 마리아는 10대 흑인 소년을 뺑소니친다.
이 사고를 알게 된 알코올 의존증 기자 피터 팰로는 뉴욕 사람들을 선동하는 기사를 낸다. 평소 주로 유색 인종을 기소하는 유대계 브롱크스 지방 검사 에이브 와이스는 백인 남성 셔먼을 감옥에 보내 흑인과 푸에르토리코인 유권자들의 표심을 얻어 검사 재당선을 노리려고 한다.

## 출연
- 톰 행크스 - 셔먼 매코이 역
- 브루스 윌리스 - 피터 팰로 역
- 멜러니 그리피스 - 마리아 러스킨 역
- 킴 커트랠 - 주디 매코이 역
- 솔 루비넥 - 제드 크레이머 역
- 모건 프리먼 - 레너드 화이트 판사 역
- 케빈 던 - 톰 킬리언 역
- 클리프턴 제임스 - 앨버트 폭스 역
- 루이 지엄발보 - 레이 앤드루티 역
- 애덤 러페브러 - 롤리 소프 역
- 앨런 킹 - 아서 러스킨 역
- 커트 풀러 - 폴러드 브라우닝 역
- 리처드 리버티니 - 에드 리프킨 역
- 앙드레 그레고리 - 오브리 버핑 역
- 베스 브로더릭 - 캐럴라인 헤프트섕크 역
- 메리 앨리스 - 애니 램 역
- 커스틴 던스트 - 캠벨 매코이 역
- 리타 윌슨 - PR 여성
- F. 머리 에이브러햄 - 에이브 와이스 지방 검사 역 (크레디트 미기재)
- 허랄도 리베라 - 로버트 코소 역 (크레디트 미기재)

## 기타 제작진
- 공동 제작: 프레드 C. 커루소
- 배역: 린 스톨매스터
- 미술: 리처드 실버트
- 의상: 앤 로스